# Abd-al-Hussain Borunsi
Abd-al-Hussain Borunsi (en persan : عبدالحسین برونسی ; né  le 25 août 1942 en Iran et mort le 14 mars 1985 en Irak dans une opération pendant la guerre Iran-Irak) commandait la 18e brigade de Javadolaemeh.

## Biographie
Abd-al-Hussain Borunsi est né en 1942 à Torbat-e Heydarieh, une ville de la province de Khorassan-e Razavi, en Iran. Au début de sa vie, il a travaillé dans la construction tout en étudiant des textes religieux. Il a épousé Masumeh sabok khiz en 1968 et ils ont eu huit enfants. Il a été emprisonné et torturé par la SAVAK, service de renseignement de l'Iran, en raison de sa résistance intense à la dynastie Pahlavi. Il a été tué le 14 mars 1985 dans la zone de l'Opération Badr, en 1985, où il commandait la 18e brigade de Javadolaemeh. Son corps a été laissé dans la zone opérationnelle. Vingt-sept ans plus tard, en 2011, lors d'une enquête sur sa mort, son corps a été découvert puis il est inhumé à l'anniversaire de Fatimah bint Muhammad à Mashhad,.

## Activités
Abd-al-Hussain Borunsi était l'un des combattants de la dynastie Pahlavi qui a été arrêté et torturé à plusieurs fois par SAVAK avant la Révolution iranienne. Après la Révolution iranienne, il a rejoint le Corps des Gardiens de la révolution islamique au début de la guerre Iran-Irak. Pendant ce temps, il a eu diverses responsabilités dans la guerre. Sa dernière responsabilité était le commandant de la 18e brigade de Javad-al-Aemme lors de l'Opération Badr, la bataille dans laquelle il a été tué (considéré comme un chahid en Iran). Il a également passé cinq ans à étudier les sciences islamiques. Quand il était le commandement du bataillon Balal dans l'opération Val-Fajr 3, après faire libérer des hauteurs de "Kale-Ghandi" a capturé le colonel Jassim Jacob, le gendre et cousin de Saddam,.

## Les œuvres à propos de Borunsi
Le livre Khak-haye Narm-e Kooshk (intitulé en anglais sous Borunsi ) (persan: خاک‌های نرم کوشک) rassemble les souvenirs de Borunsi racontés par son épouse (Masoume SabokKhiz) et ses compagnons. Ce livre a été publié pour la première fois en persan par la société Mulk Azam Publication en 2004 et réimprimé plus de 220 fois jusqu'au avril 2019. Ce livre est publié par le secteur privé, car les publications du secteur public le considèrent comme un oeuvre faible qu'il ne sera pas acheté. Selon l'auteur, "des livres comme Borunsi au début ont été rejetés à cause du tabou, mais tout le monde a vu que le sujet de la guerre Iran-Irak pouvait être vendu beaucoup". 
Le livre a été traduit en plusieurs langues, dont l'ourdou, l'arabe, le turc et l'anglais,. La traduction en arabe s'est vendue à un million d'exemplaires au cours de sa première année de publication. L'éditeur a affirmé que les distributions en arabe et en ourdou du livre avaient été volées, traduites et distribuées illégalement. 
Le livre Golbouy (persan: گلبوی) est un autre œuvre écrite sur les souvenirs de Borunsi par Seyyed Aliraza Mehrdad,. L'édition de Revayat-é Fath a publié le livre de Nimé penhan 16: Borunsi par narration de sa femme. Une bande-dessinée, appelée Khat Shékàn (persan: خط شکن) de 110 pages est publié en 2013 par l'institut de Soluk Aflâkiâne. Ce livre raconte l'histoire de la vie de Borunsi en trois parties : sa naissance et sa jeunesse, les événements d'avant la révolution iranienne, et l'histoire d’après la révolution et la guerre Iran-Irak.   
Le film Be Kaboodi-ye Yas (persan : به کبودی یاس) est une adaptation de la vie de Borunsi,. Ce film a gagné deux prix dans le Festival du film de Fajr, le Simorgh de cristal pour les meilleurs effet spéciaux et le Simorgh d'or du meilleur film selon les spectateurs,.